# Золоті ворота (станція метро)
50°26′54″ пн. ш. 30°30′48″ сх. д. / 50.44833° пн. ш. 30.51333° сх. д.
«Золоті́ воро́та» — 29-та станція Київського метрополітену, розташована на Сирецько-Печерській лінії між станціями «Лук'янівська» і «Палац спорту». Відкрита 31 грудня 1989 року у складі першої черги будівництва Сирецько-Печерської лінії.
Станція «Золоті ворота» має вихід на Володимирську вулицю і до Золотих воріт, а також сполучена підземним переходом зі станцією «Театральна» Святошинсько-Броварської лінії.
З 1994 року мозаїки інтер'єрів станції мають статус «щойно виявлений об'єкт культурної спадщини», пам'ятка архітектури та містобудування, монументального мистецтва.
Станція «Золоті ворота» — є візитною карткою Київського метрополітену, яку неодноразово визнавали однією з найкрасивіших у світі..

## Конструкція
Конструкція станції — колонна трисклепінна глибокого закладення з острівною платформою.
Колійний розвиток: пошерстний з'їзд з боку станції Лук'янівська
Має три підземні зали — середній і дві зали з посадочними платформами. Зали станції відокремленні між собою двома рядами колон. Середній зал з'єднаний із наземним вестибюлем за допомогою ескалаторного тунелю. Через глибоке закладення станції ескалаторний спуск розділений на частини, з проміжним залом у неповній середній частині. Для підйому та спуску пасажирів в ескалаторному тунелі встановлено тристрічкові двомаршеві ескалатори. Середні зали станцій «Театральна» і «Золоті ворота» з'єднані за допомогою ескалаторного тунелю, в якому встановлено чотиристрічкові одномаршеві ескалатори.
Через складну гідрогеологію, з якою зіткнулися при проведенні ескалаторних тунелів, не був своєчасно готовий вихід зі станції і до 30 травня 1990 року на станцію Золоті Ворота можна було потрапити тільки зі станції Театральна (тоді Ленінська).

## Архітектура та оформлення
Станція складається з підземного залу, надземного і проміжного вестибюлів, з'єднаних ескалаторами, які утворюють цілісний архітектурний ансамбль. Ошатно вирішено підземний зал. Його композиція основана на поєднанні арково-склепінчастих елементів, що спираються на приземкуваті, круглі колони, увінчані стилізованими візантійськими капітелями. У декоративному оформленні використано мозаїчні панно, які розповідають про історію Київської Русі. Дві великі композиції розміщено у торцях середньої нави; в арках, що з'єднують колони — мозаїчні зображення київських князів і давньоруських храмів. Велику роль в організації простору центральної нави підземного вестибюля відіграють масивні металеві люстри, що нагадують світильники давніх храмів. Підлогу викладено з плит темно-сірого граніту.
Стримано вирішено проміжний та наземний вестибюлі. Стіни проміжного вестибюля облицьовано білим мармуром у поєднанні з імітацією плінфи. У формах станції відображено національні особливості архітектури України, безпосередньо пов'язані з архітектурою і мистецтвом Київської Русі.
1991 року постановою Кабінету Міністрів України автори станції київського метро «Золоті ворота» відзначені Державною премією України.
У 2011 році туристичне видання BootsnAll назвало станцію однією з 15 найкращих у світі під номером 11.
У січні 2013 року за версією газети The Daily Telegraph станція ввійшла до списку 22 найгарніших станцій Європи.

## Мозаїки
На мозаїчному фризі у проміжному вестибюлі, прямо над виходом до ескалатора, який веде на поверхню, знаходиться також мозаїчний напис «СЛАВА УКРАЇНІ». Наразі його майже неможливо помітити, але протягом декількох років після відкриття станції його було дуже чітко видно. Варто зазначити, що на момент побудови станції Україна ще не була незалежною державою, і гасло «Слава Україні!» офіційно вважалось неприйнятним і його вживання могло призвести до переслідувань. Автори неймовірних мозаїк: українські художники Григорій Корінь та Володимир Федько. Григорій Корінь настільки любив свою професію та жив нею, що мозаїка супроводжує його навіть після смерті: вона прикрашає могилу митця.

### Великі Князі Київські
Під кожним зображенням підписано ім'я і дати князювання у Києві.
- Кий V ст.
- Щек V ст.
- Хорив V ст.
- Либідь V ст.
- Дір IX ст.
- Аскольд IX ст.
- Олег 882—912
- Ігор Рюрикович 912—945
- Ольга 945—957
- Святослав Ігорович 957—969
- Володимир Святославич 978—1015
- Ярослав Володимирович 1015—1045
- Ізяслав Ярославич 1054—1078
- Всеволод Ярославич 1078—1093
- Святополк Ізяславич 1093—1113
- Володимир Всеволодович 1113—1125
- Мстислав Володимирович 1125—1132
- Ярополк Володимирович 1132—1139
- Всеволод Ольгович 1139—1146
- Ізяслав Мстиславич 1146—1154
- Ростислав Мстиславич 1154—1167
- Роман Ростиславич 1171—1176
- Святослав Всеволодович 1173—1194
- Рюрик Ростиславич 1173—1210
- Мстислав Романович 1212—1223
- Володимир Рюрикович 1223—1238
- Данило Романович 1239—1240

### Особистості Київської Русі
- Антоній XI ст.
- Феодосій XI ст.
- Анна Ярославна XI ст.
- Іларіон XII ст.
- Агапіт XI ст.
- Аліпій XI ст.
- Нестор XII ст.
- Петро Милоніг XII ст.
- Сильвестр кін. XI ст. — поч. XII ст.

### Київські храми домонгольського періоду
- Десятинна (церква)
- Софійський (собор)
- Іринінська церква
- Михайлівський (собор)
- (церква) Спаса на Берестові
- Успенський (собор)
- (церква) Богородиці Пирогощі
- Кирилівська (церква)
- Орнамент з грифонами [Архівовано 12 березня 2012 у Wayback Machine.]

## Пасажиропотік
| Рік                           | 2009 | 2011 | 2012 | 2013 | 2014 | 2015 | 2016 | 2017 | 2018 |
| ----------------------------- | ---- | ---- | ---- | ---- | ---- | ---- | ---- | ---- | ---- |
| Пасажиропотік, тис. осіб/добу | 18,3 | 19,9 | 20,5 | 20,8 | 20,0 | 19,7 | 19,3 | 20,0 | 20,8 |

## Галерея

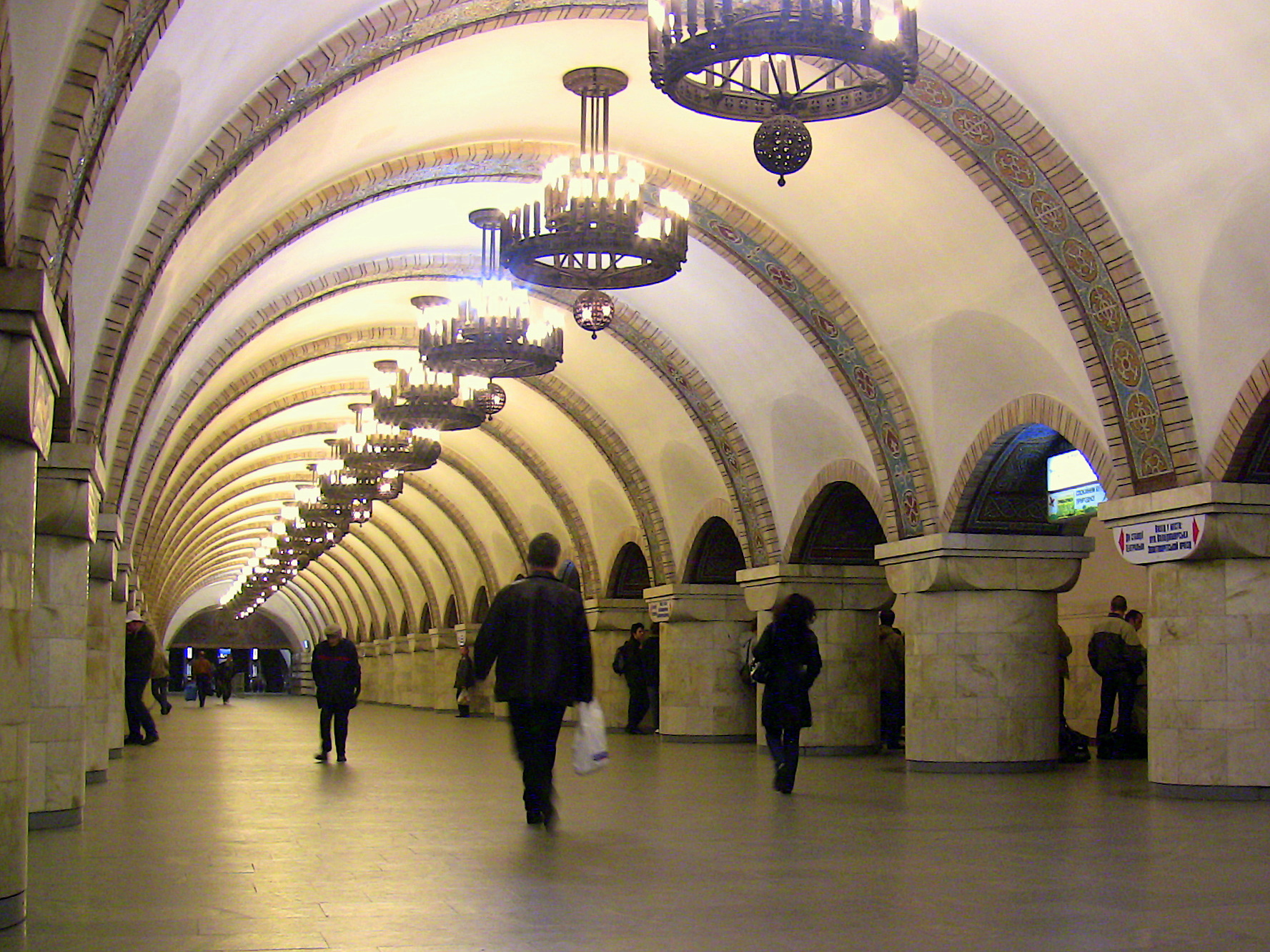
Центральний зал
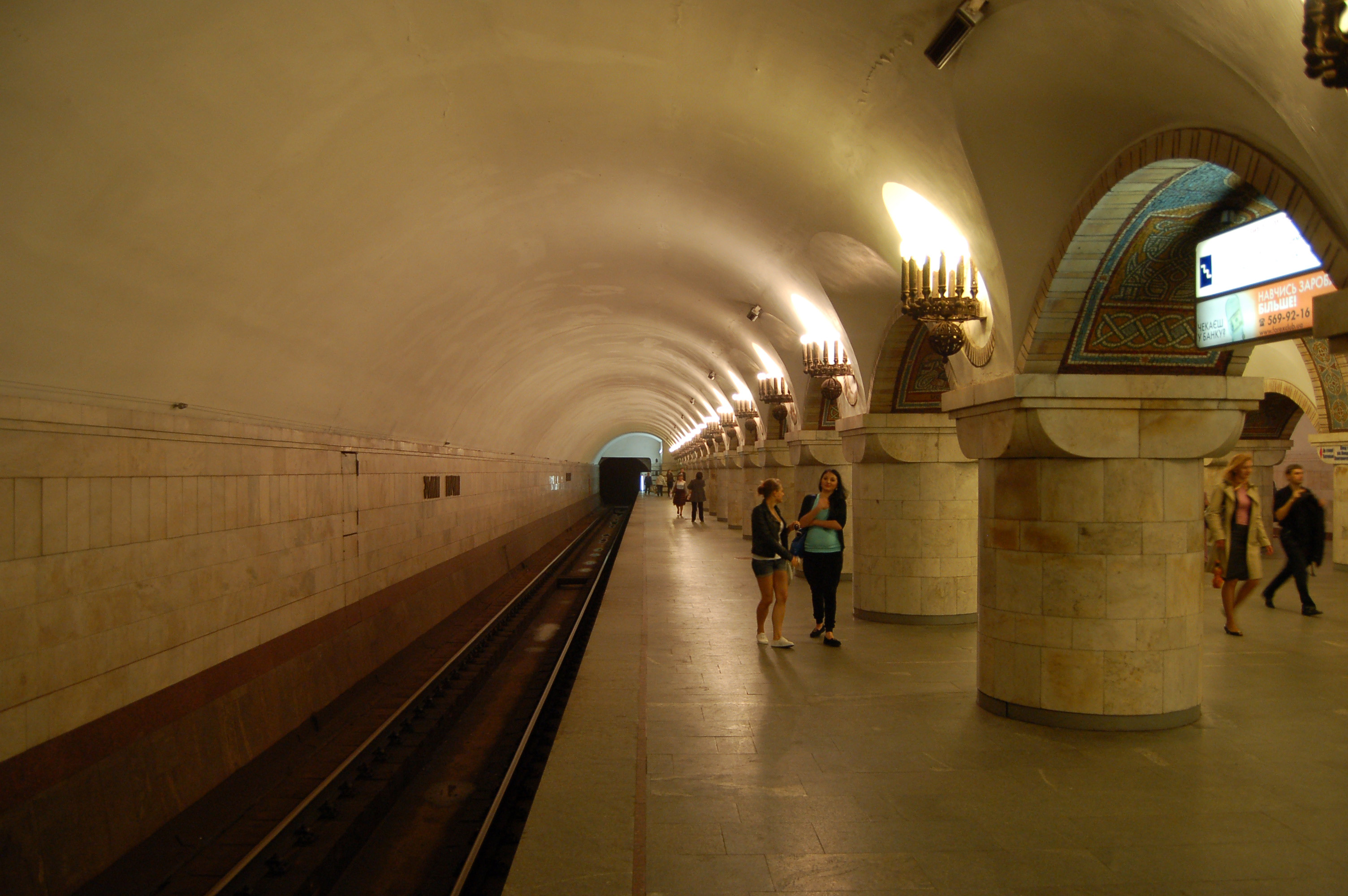
Посадкова платформа
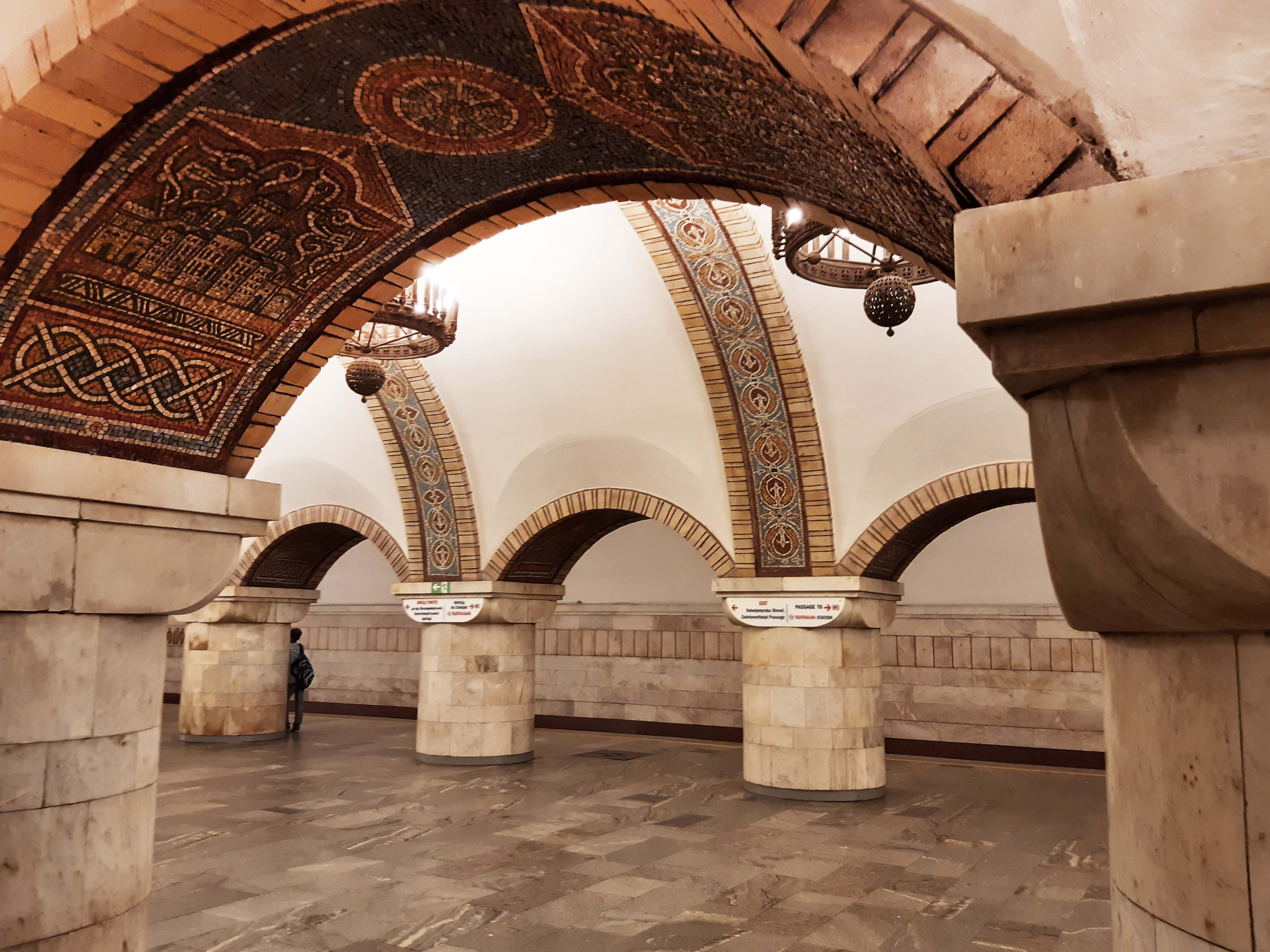
Форма колон станції
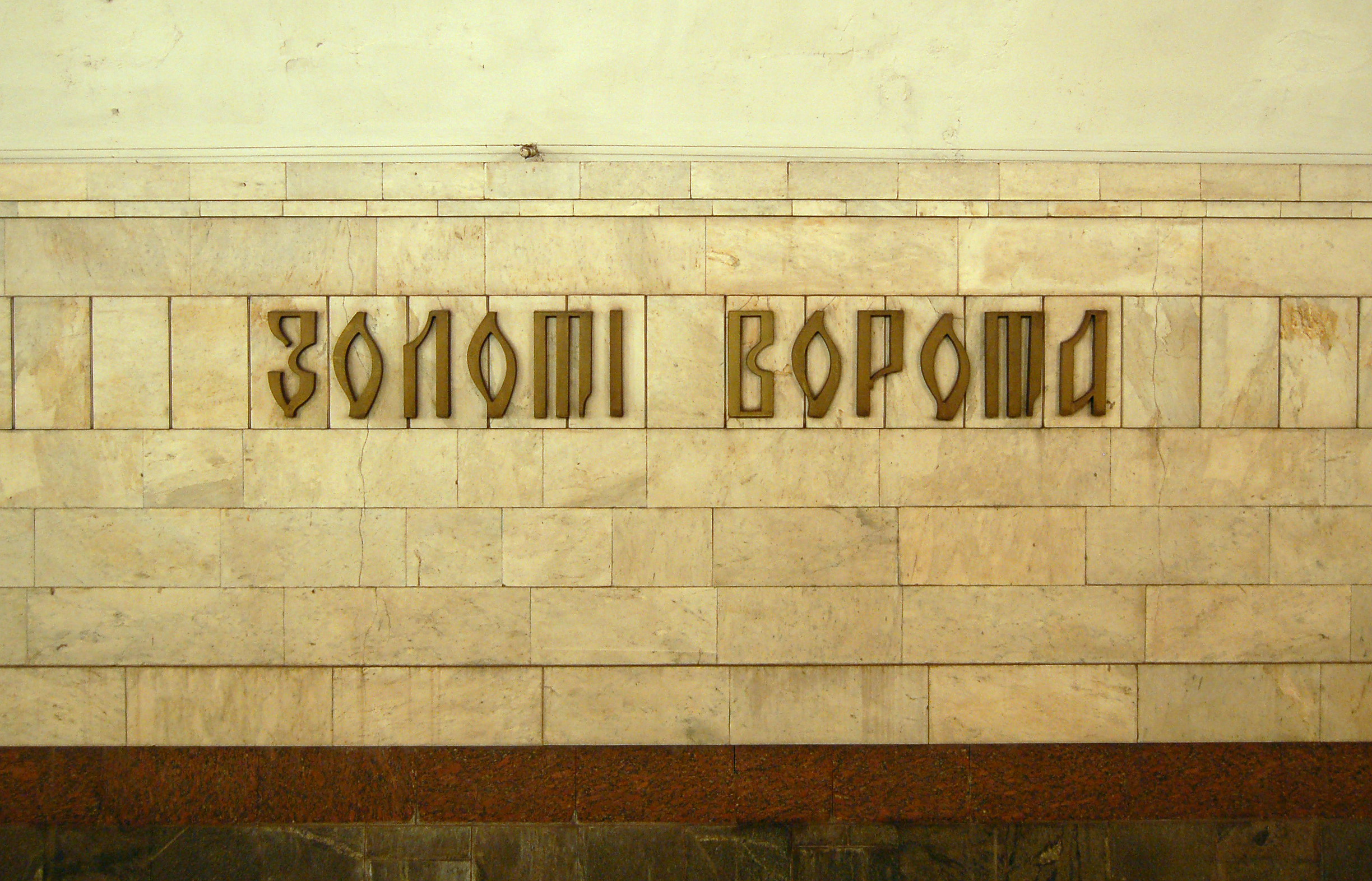
Назва станції на колійній стіні
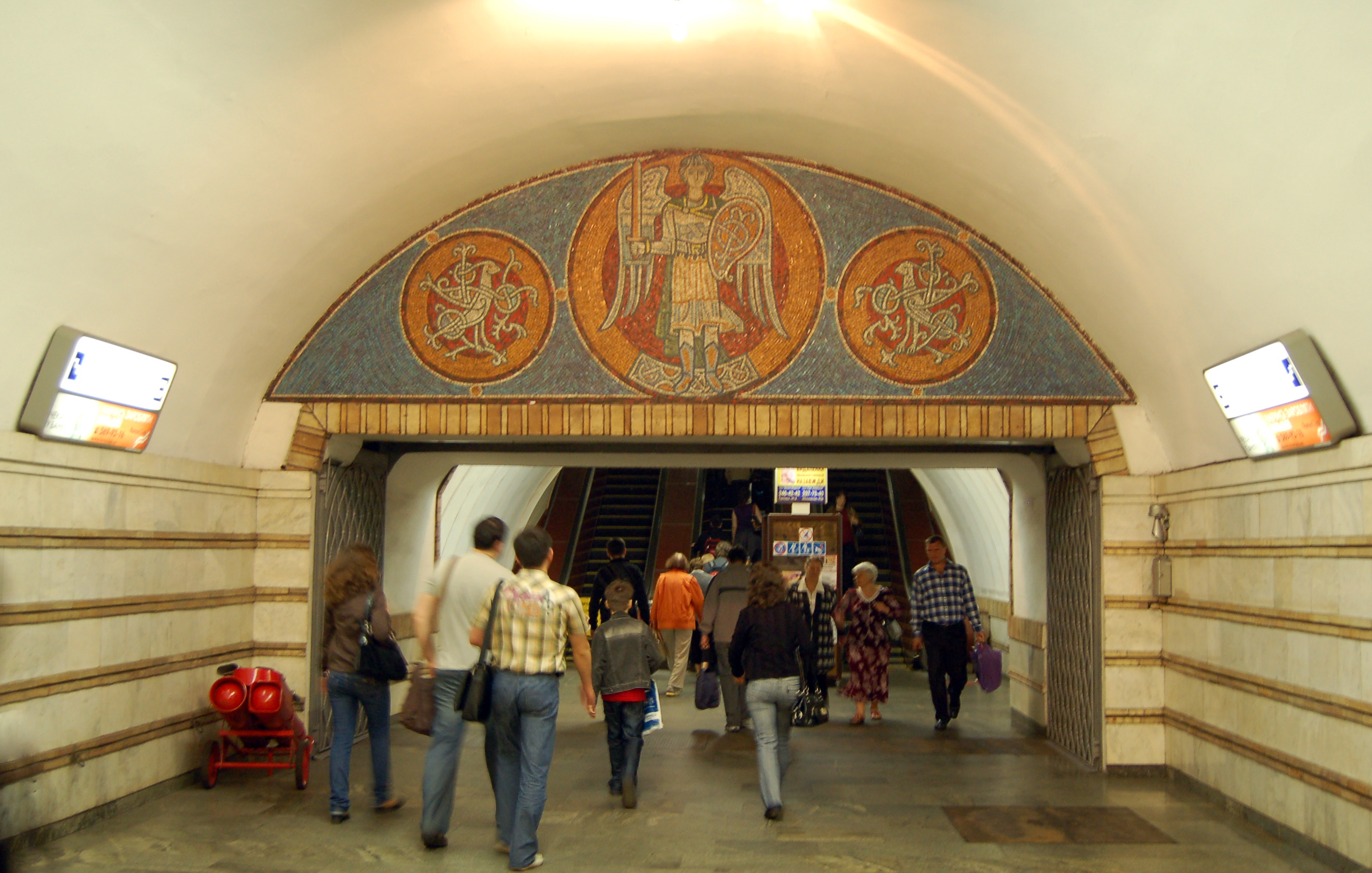
Вхід до ескалаторів
Мозаїка біля ескалаторного тунелю
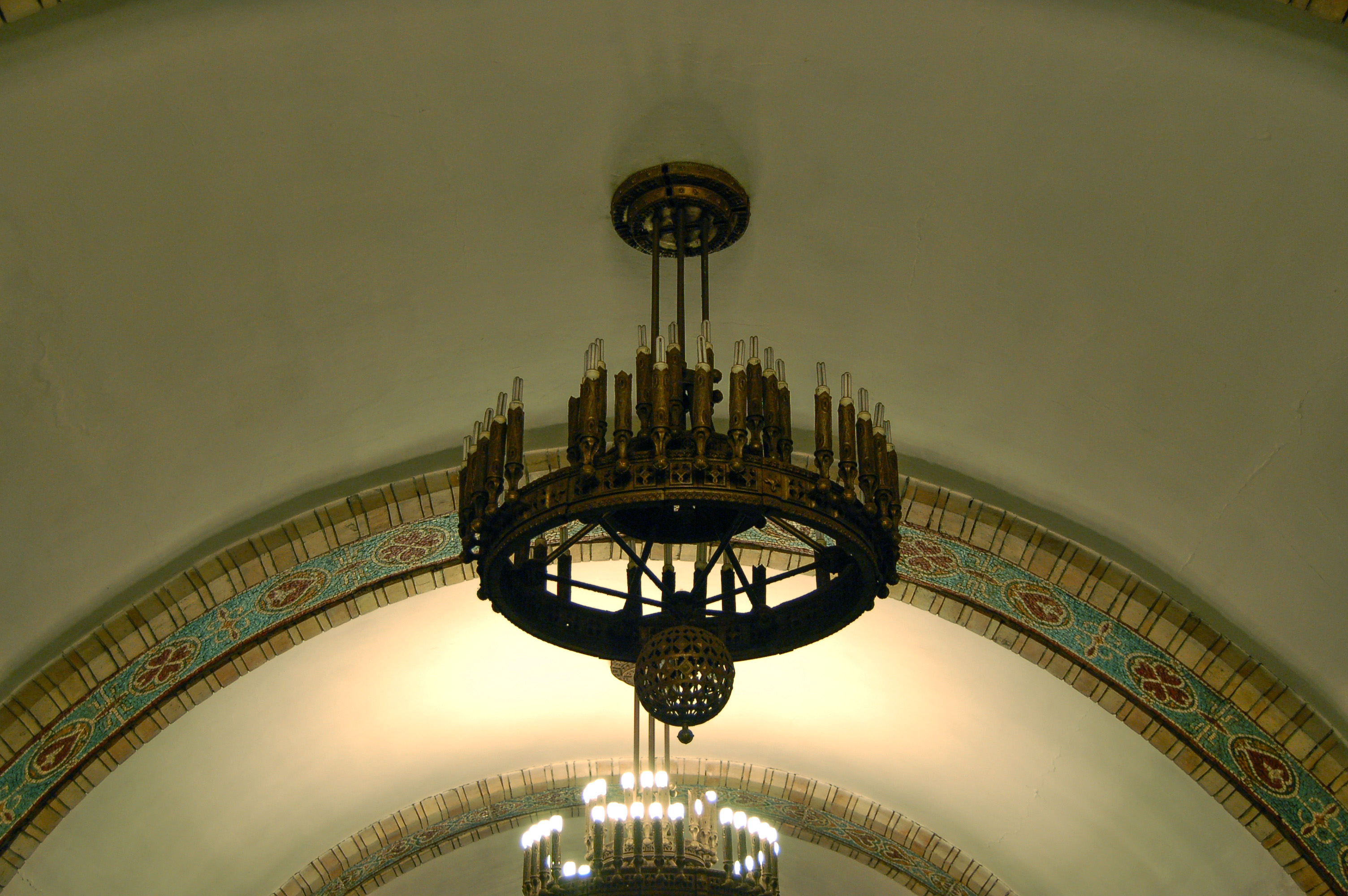
Світильник у центральному залі
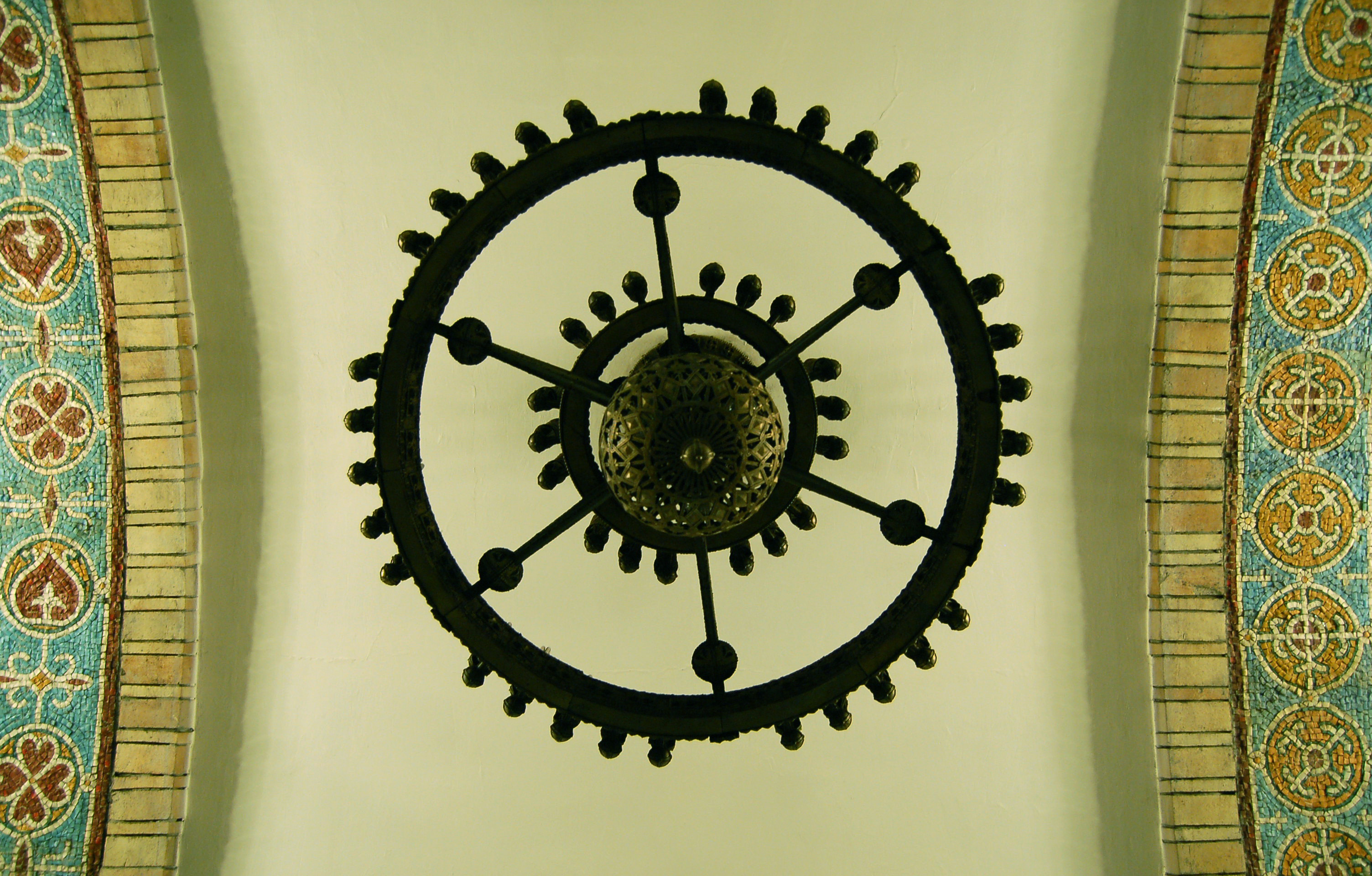
Світильник у центральному залі
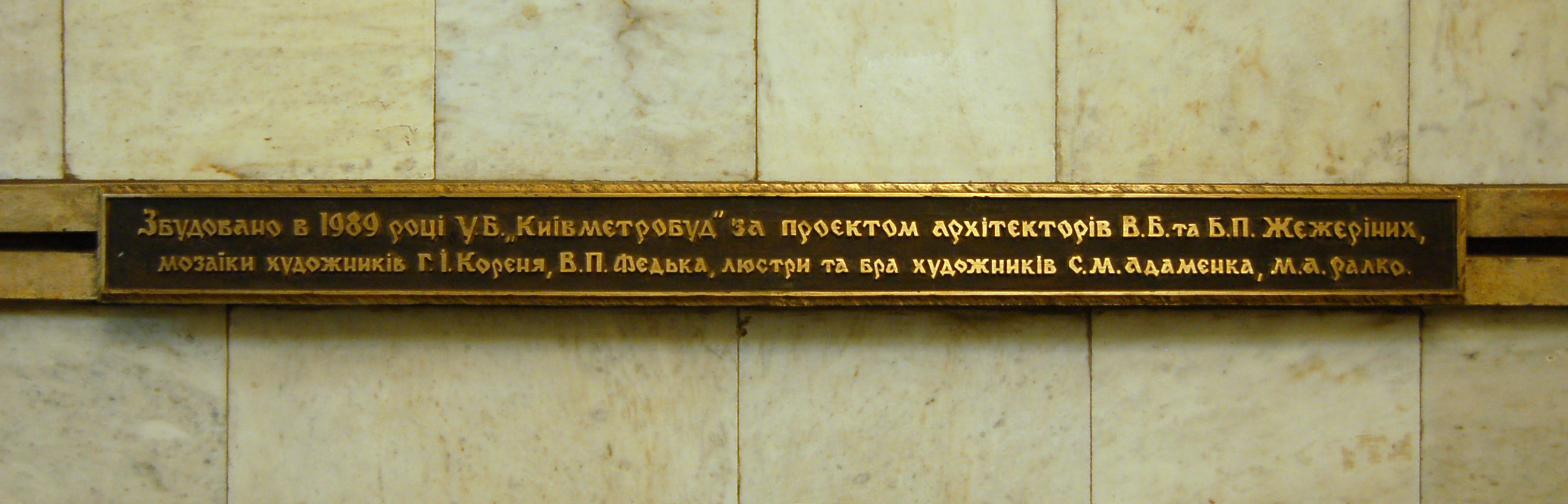
Меморіальна табличка
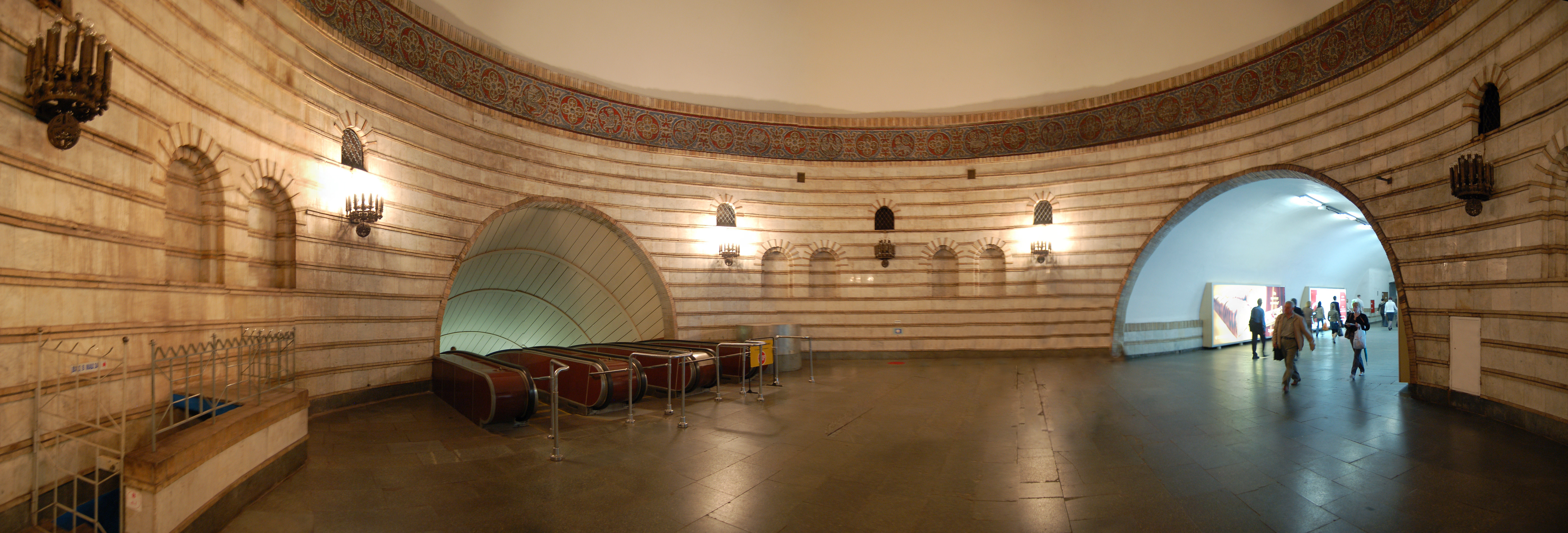
Панорама проміжного вестибюля ескалаторного нахилу
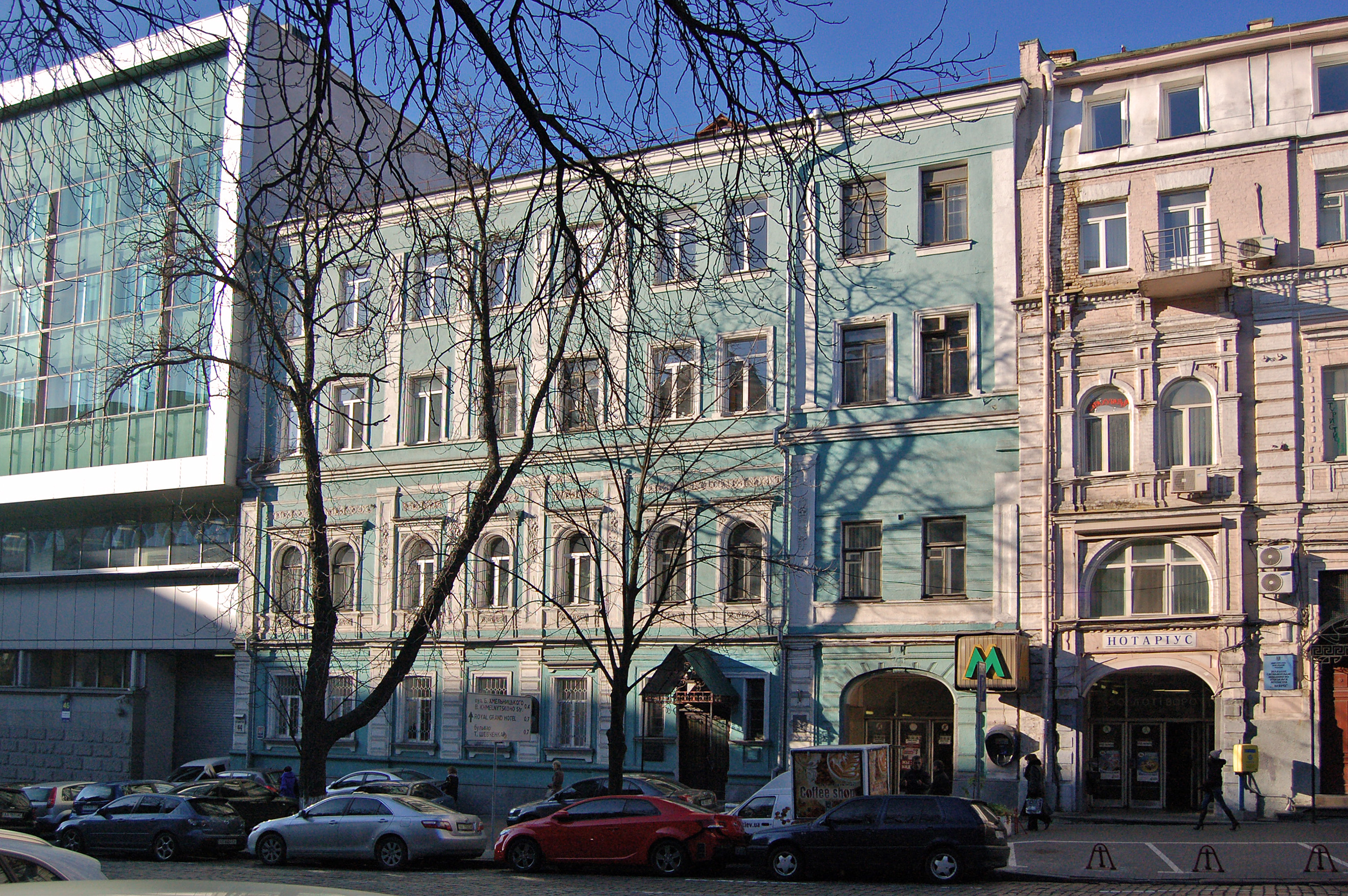
Наземний вестибюль. Вид з Володимирської вулиці
Центральний зал
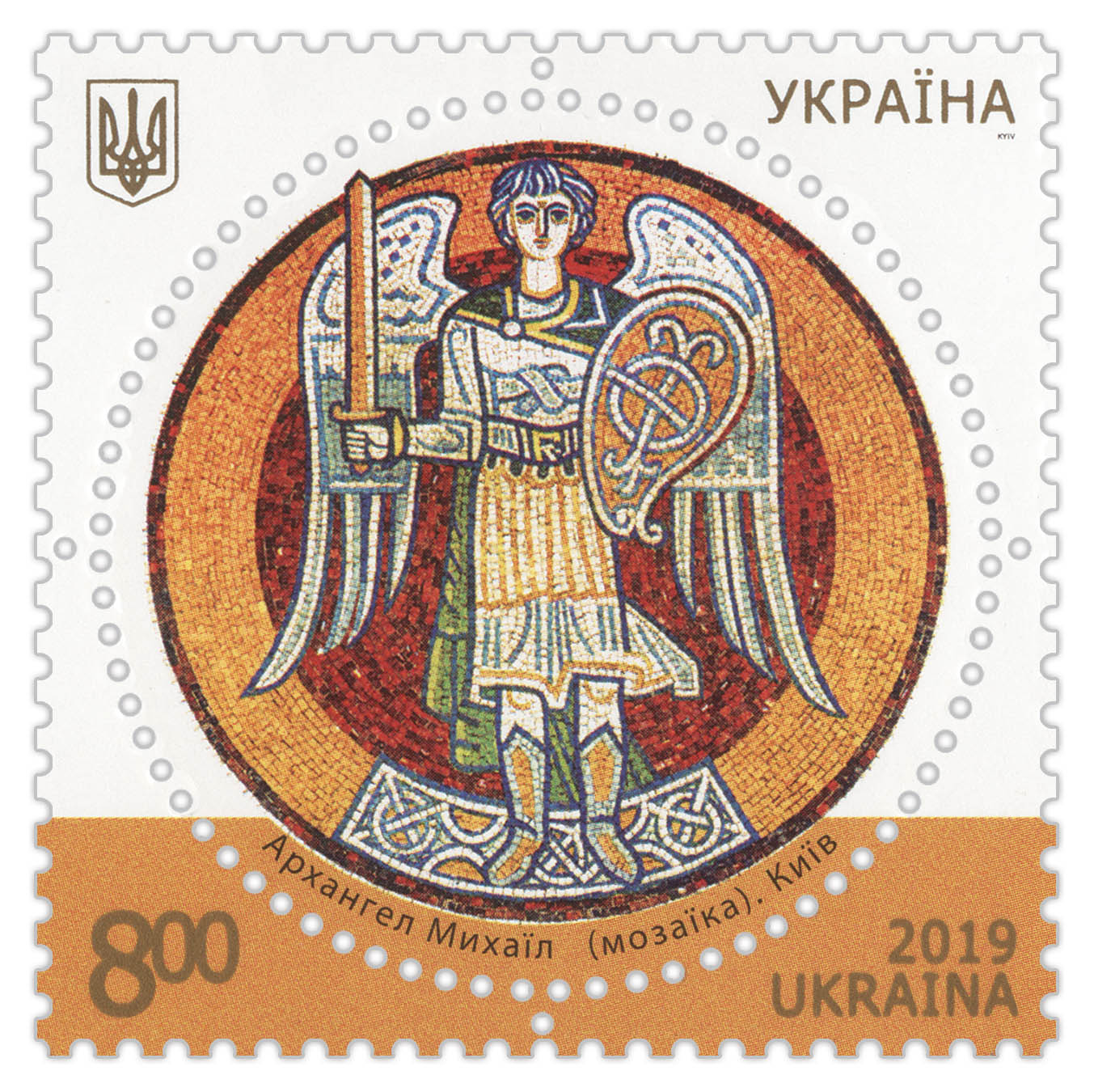
Мозаїка «Архангел Михаїл» на поштовій марці України, 2019
Мозаїка «Птах» на станції

Мозаїка у проходах між колонами
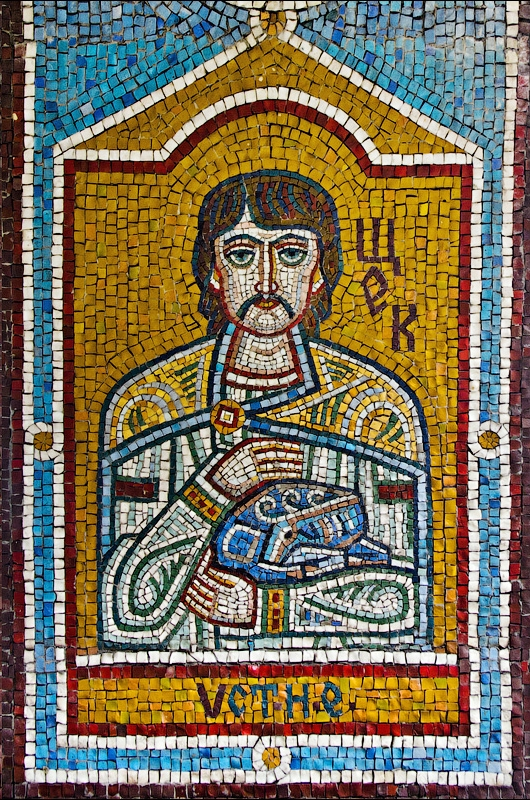
Мозаїка Щек
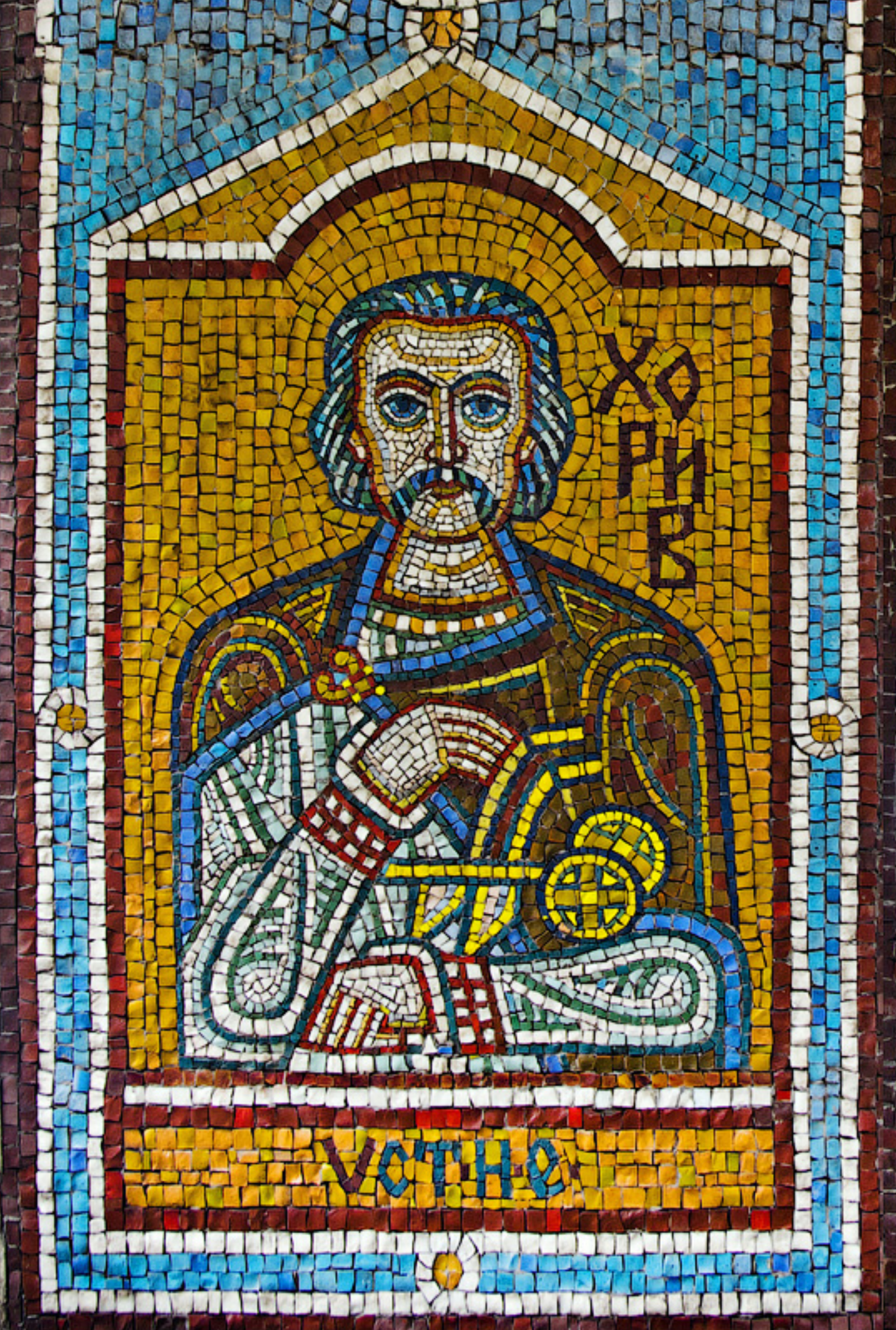
Мозаїка Хорив
Мозаїка Рюрик Ростиславич
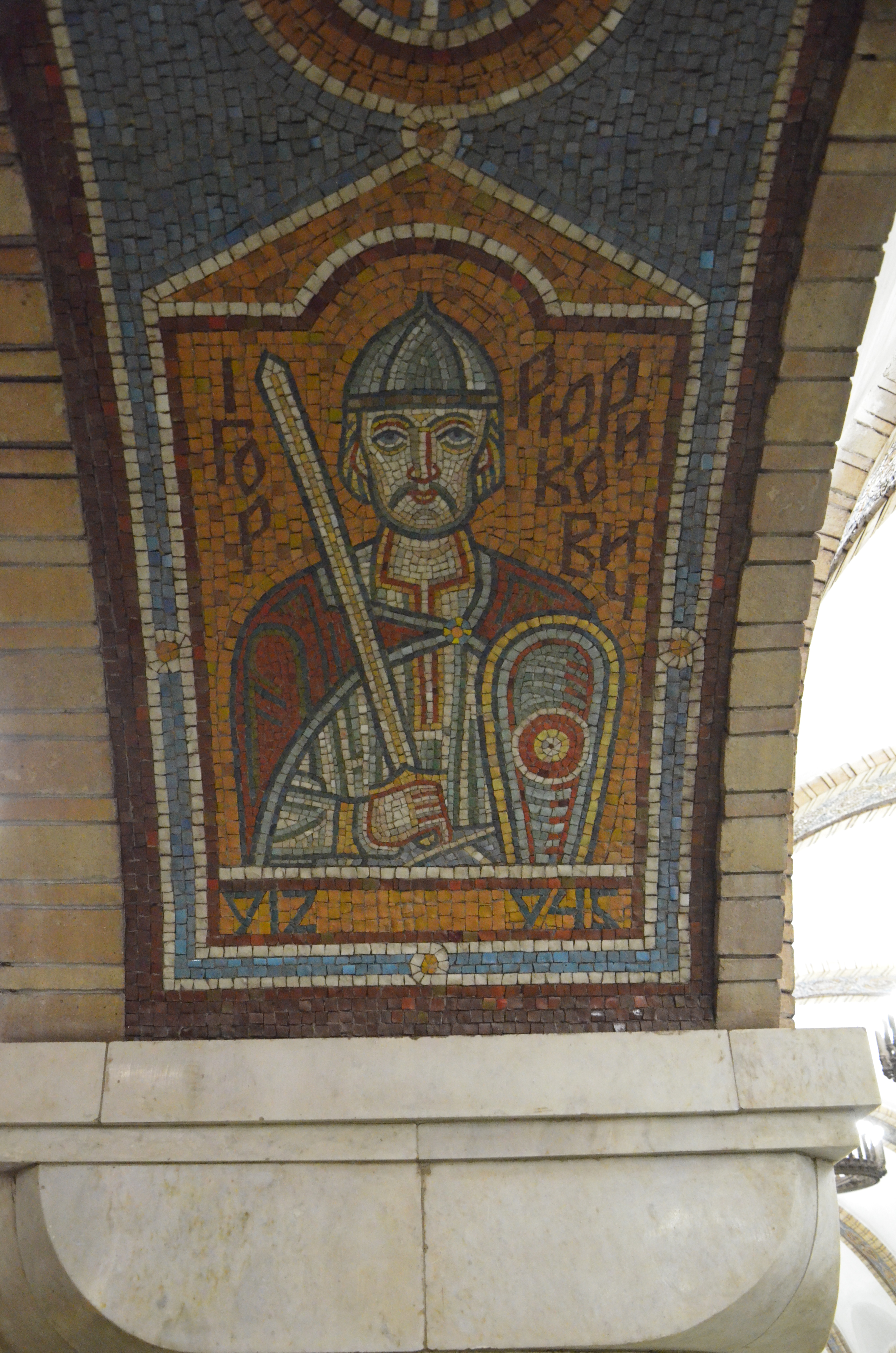
Мозаїка Ігор Рюрикович
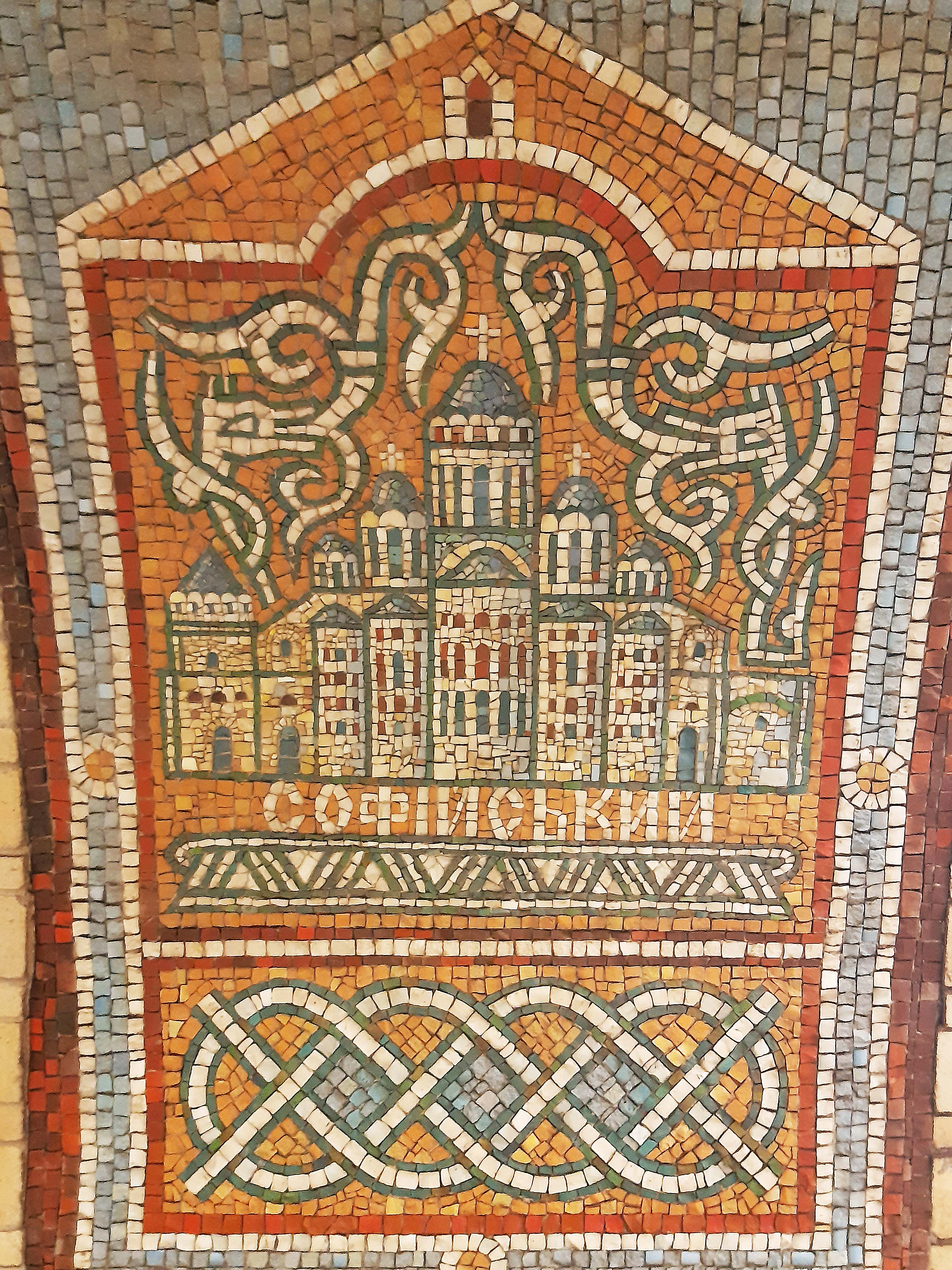
Мозаїка Софійський (собор)
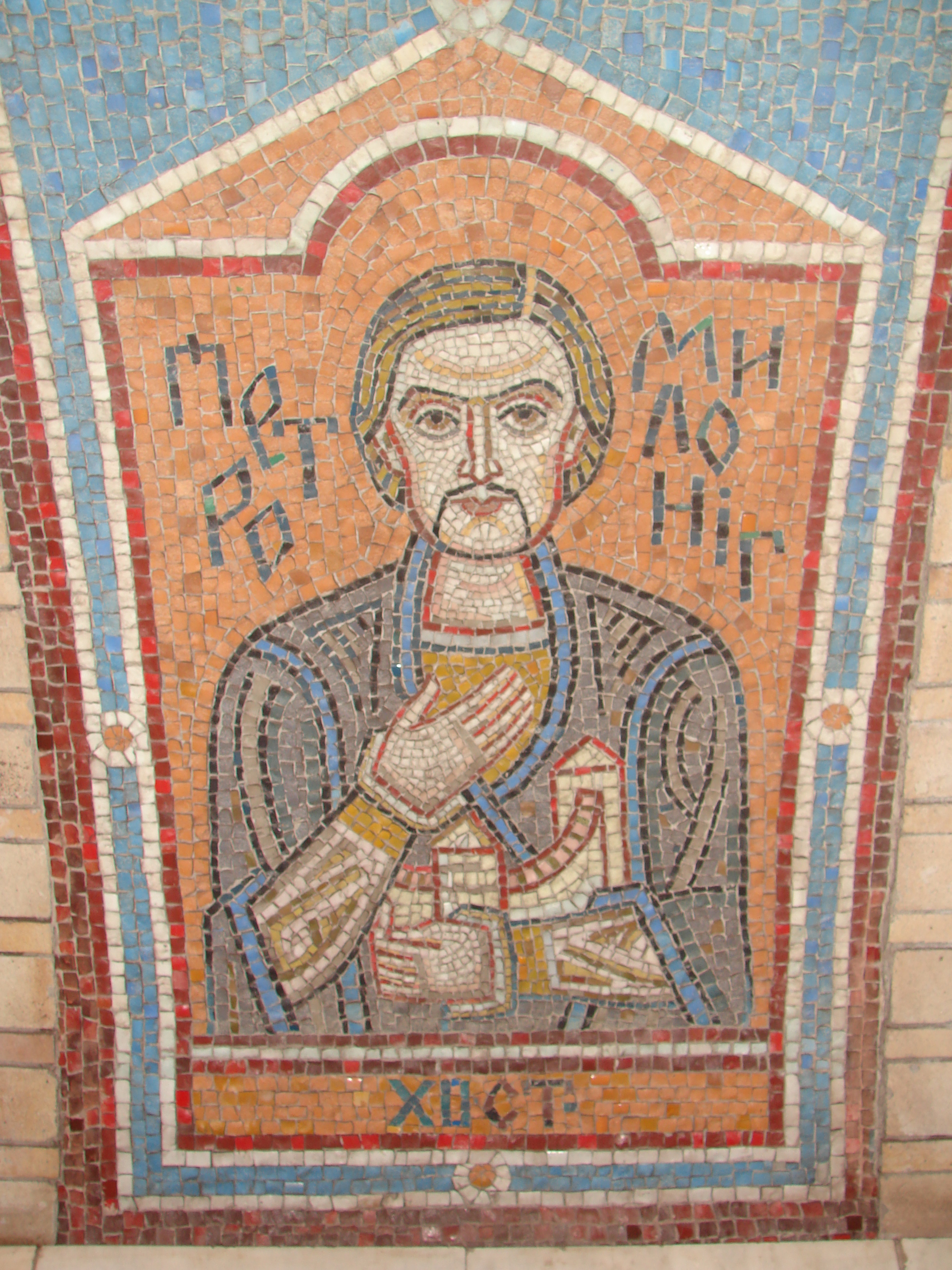
Мозаїка Петро Милоніг
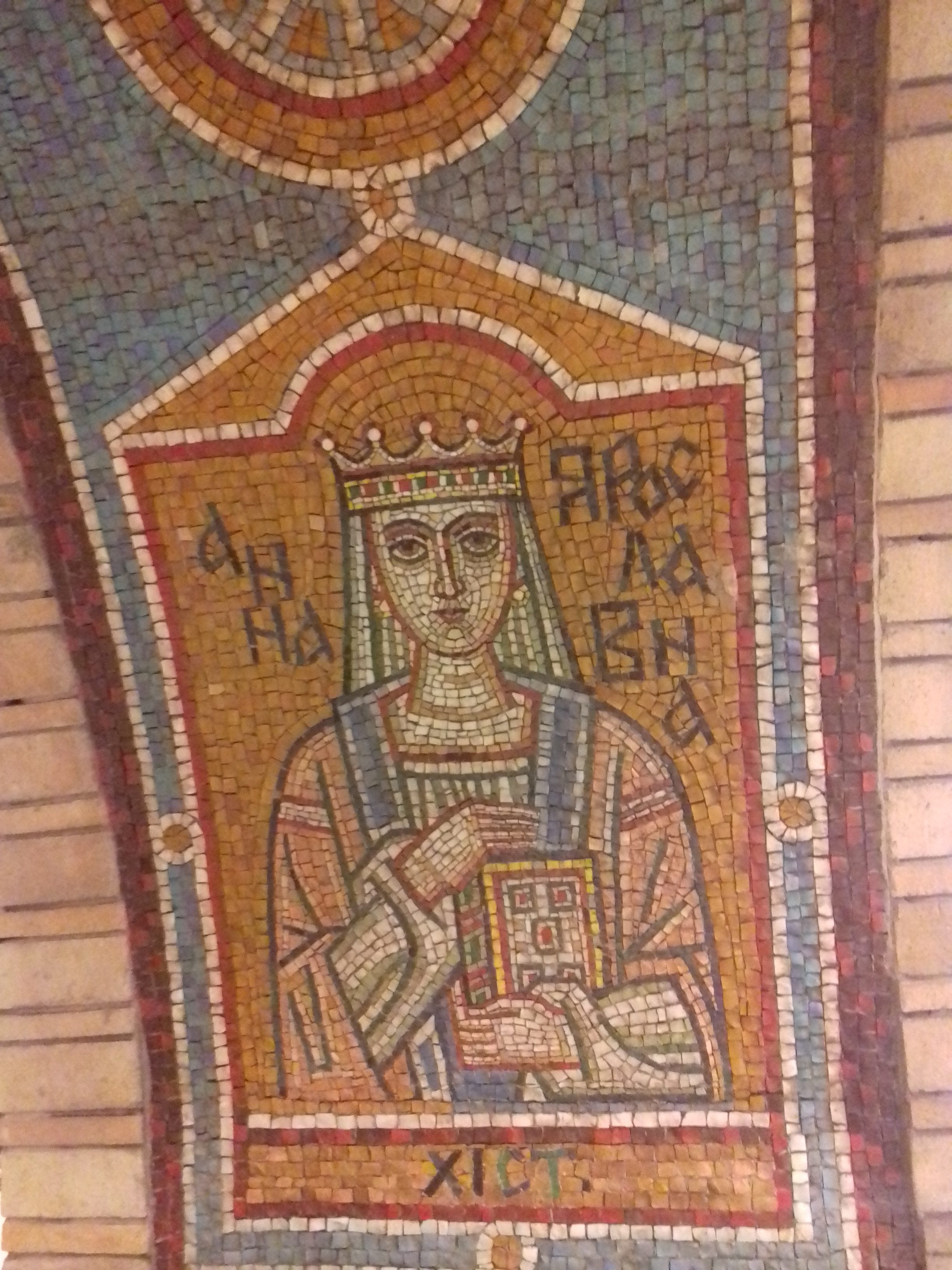
Мозаїка Анна Ярославна
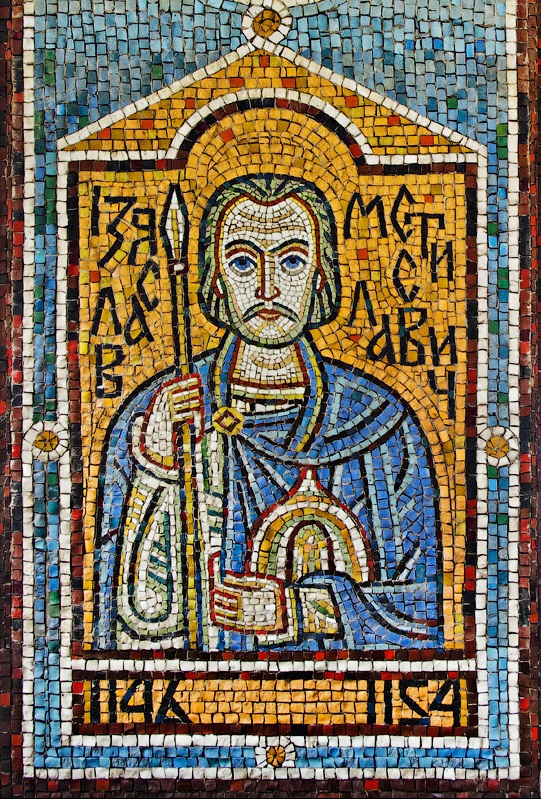
Мозаїка Ізяслав Мстиславич
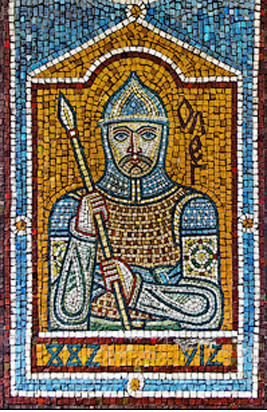
Мозаїка Олег Віщий
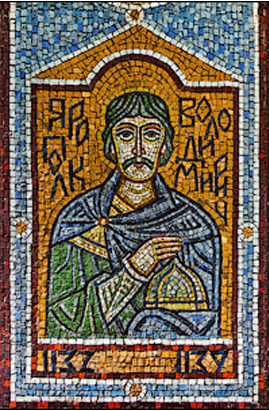
Мозаїка Ярополк Володимирович

## У відеоіграх
- Один з епізодів комп'ютерної гри «Collapse: The Rage» відбувається на станції метро «Золоті ворота».
- У доповненні до комп'ютерної гри «Syberia III» під назвою «Automaton with a plan» станція метро «Олімпія» змодельована на основі інтер'єру станції метро «Золоті ворота».